# 港南台車站
港南台車站（日语：／ Kōnandai eki */?）是位於神奈川縣橫濱市港南區港南台，屬於東日本旅客鐵道（JR東日本）根岸線的鐵路車站。

## 歷史
最初根岸線是計畫從本站南方通過，不在此地設站。但之後因根岸線必須往北移動，在與港南台一帶開發住宅區的日本住宅公團協調後，同意在此增設車站。
設站相關費用由負責建設根岸線磯子以南區段的日本鐵道建設公團與日本住宅公團共同負擔，設計上也考慮到住宅區南北往來的需求，將站區下的土塹改建為港南台隧道。

### 年表
- 1973年（昭和48年）4月9日：國鐵根岸線 洋光台站 - 大船站間開通時開業。
- 1987年（昭和62年）4月1日：國鐵分割民營化，成為、JR東日本車站。
- 1994年（平成6年）3月8日：啟用自動驗票閘門。閘門從四道增加至八道。
- 1998年（平成10年）12月12日：設置電扶梯。
- 2001年（平成13年）11月18日：IC卡「Suica」啟用。
- 2005年（平成17年）：設置指定席售票機。
- 2006年（平成18年）
  - 3月15日：更新為新型自動驗票閘門。
  - 11月2日：商業店鋪「プチール港南台」增建工程動工。
- 2007年（平成19年）
  - 3月28日：「プチール港南台」開幕。
  - 4月14日：依據交通無障礙法，進行電梯設置工程及電扶梯（上下）新設工程。
  - 6月30日：電梯啟用。
  - 11月16]：電扶梯啟用。
- 2008年（平成20年）
  - 7月9日：進行月台候車室新設與長椅整修工程。
  - 8月3日：候車室啟用。
- 2009年（平成21年）
  - 付費區外設置VIEW ALTTE (ATM) 。
  - 11月2日：月台改良工程動工（2010年3月10日完工）。
- 2011年（平成23年）
  - 站內導入LED式節能薄型螢幕。
- 2012年（平成24年）10月8日：站內廁所整修工程動工
- 2013年（平成25年）6月1日：業務委託化[3]。

### 站名由來
站名取自日本住宅公團在此地的開發名稱「港南台」。開業當時的地名為港南區日野町。建設時的原站名為「湘南日野站」。

## 車站構造
本站自開業起就是島式月台1面2線的跨站式站房。月台位於地塹底面，其中洋光台方向有一半在港南台隧道（長約105公尺）內。隧道的本鄉台方向還有座陸橋，因此下方的月台較為昏暗。本站現為業務委託站，並委託JR東日本車站服務處理站內業務。依據JR的特定都區市內制度，本站屬「橫濱市內」的鐵路車站。
2007年4月14日起，站內開始進行無障礙化工程，並於11月15日完工。2008年7月9日起開始進行月台候車室新設與長椅整修工程，於8月3日完工並啟用候車室。接著2009年11月2日至2010年3月10日，進行月台高度提升工程以減少與電車的高低差。

### 月台配置
| 月台 | 路線   | 方向 | 目的地                       | 備註            |
| ---- | ------ | ---- | ---------------------------- | --------------- |
| 1    | 根岸線 | 下行 | 本鄉台、大船方向             |                 |
| 2    | 根岸線 | 上行 | 洋光台、橫濱、東京、大宮方向 | 直通 京濱東北線 |
| 2    | 橫濱線 | -    | 新橫濱、町田、八王子方向     | 只限早晩運行    |

（來源：JR東日本：車站構內圖 （页面存档备份，存于））

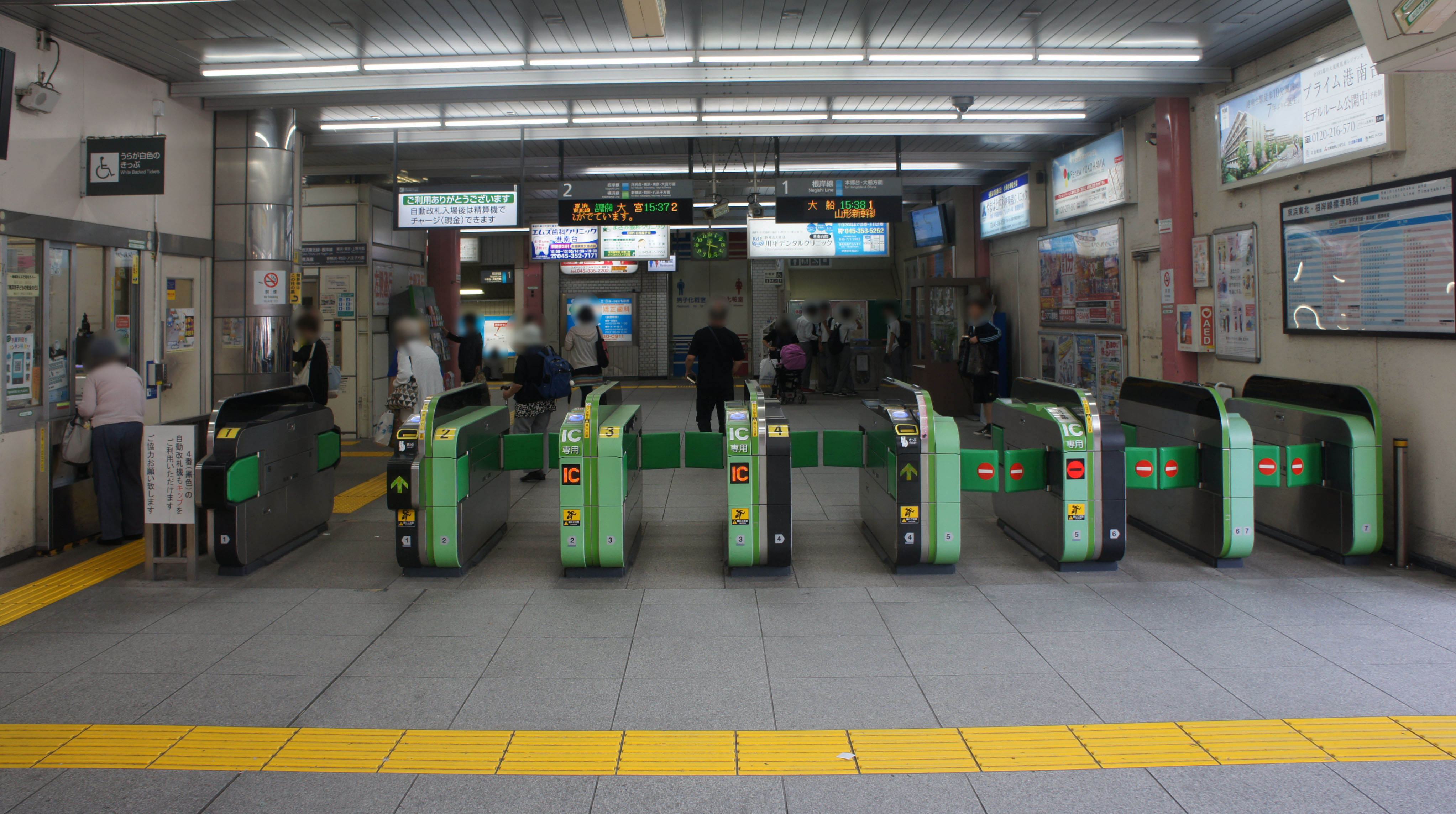
驗票閘口（2019年6月）
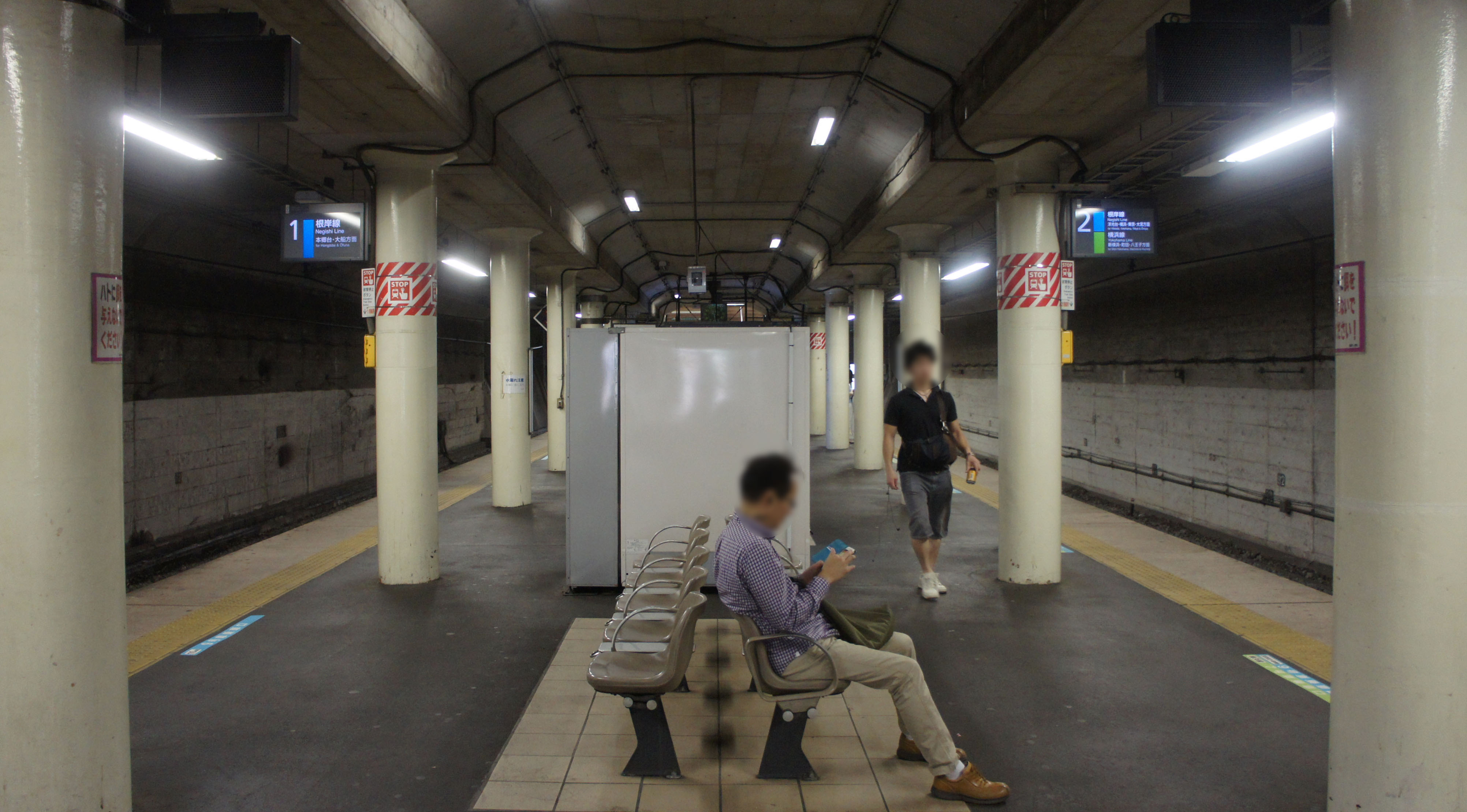
月台（2019年6月）

### 站內設備
- 車站設備
  - 電扶梯（上下）、電梯
  - 無障礙廁所
  - 指定席售票機（可購入Suica定期券）
  - 綠色窗口（營業時間 8:00 - 19:00）
  - 自動驗票閘門
  - 乘車站證明書發行機
  - いろり庵きらく（立食蕎麥麵、烏龍麵店）
  - KIOSK
  - 候車室
  - VIEW ALTTE（日语：VIEW ALTTE）（付費區外）

## 使用情況
2019年（令和元年）度1日平均上車人次為31,683人。使用人數持續減少，近年持平。
近年的1日平均上車人次如下表。
| 年度               | 1日平均 上車人次 | 來源     |
| ------------------ | ---------------- | -------- |
| 1991年（平成03年） | 38,925           |          |
| 1992年（平成04年） | 39,816           |          |
| 1993年（平成05年） | 40,496           |          |
| 1994年（平成06年） | 40,547           |          |
| 1995年（平成07年） | 40,495           | [ * 1 ]  |
| 1996年（平成08年） | 40,908           |          |
| 1997年（平成09年） | 40,063           |          |
| 1998年（平成10年） | 39,184           | [ * 2 ]  |
| 1999年（平成11年） | 38,289           | [ * 3 ]  |
| 2000年（平成12年） | 37,403           | [ * 3 ]  |
| 2001年（平成13年） | 36,722           | [ * 4 ]  |
| 2002年（平成14年） | 36,203           | [ * 5 ]  |
| 2003年（平成15年） | 35,847           | [ * 6 ]  |
| 2004年（平成16年） | 35,069           | [ * 7 ]  |
| 2005年（平成17年） | 34,983           | [ * 8 ]  |
| 2006年（平成18年） | 34,878           | [ * 9 ]  |
| 2007年（平成19年） | 34,705           | [ * 10 ] |
| 2008年（平成20年） | 34,648           | [ * 11 ] |
| 2009年（平成21年） | 33,752           | [ * 12 ] |
| 2010年（平成22年） | 33,248           | [ * 13 ] |
| 2011年（平成23年） | 33,307           | [ * 14 ] |
| 2012年（平成24年） | 33,103           | [ * 15 ] |
| 2013年（平成25年） | 33,377           | [ * 16 ] |
| 2014年（平成26年） | 31,807           | [ * 17 ] |
| 2015年（平成27年） | 32,136           | [ * 18 ] |
| 2016年（平成28年） | 32,279           | [ * 19 ] |
| 2017年（平成29年） | 32,157           |          |
| 2018年（平成30年） | 32,098           |          |
| 2019年（令和元年） | 31,683           |          |

## 車站周邊
站前有巴士圓環，周邊有AEON FOOD STYLE與高島屋等商業設施聚集。
- プチール港南台[5]
  - NEWDAYS港南台店
  - VIE DE FRANCE（日语：ヴィ・ド・フランス） Deli&Loux
  - FACE
- 港南台BIRDS（日语：港南台バーズ）
  - 相鐵ROSEN（日语：相鉄ローゼン）港南台店
  - 無印良品
  - UNIQLO
  - ABC MART（日语：ABCマート）
  - Seria（日语：セリア (100円ショップ)）
- 港南台214大樓
  - 不動產諮詢公司CFNET’S
  - 港南台Cinesalon （页面存档备份，存于）
  - 橫濱市港南台行政服務櫃台
  - 港南台地域Care Plaza
  - 港南台站前郵便局
  - UR都市機構神奈川地域支社橫濱南住宅管理中心
  - 橫濱銀行港南台支店
  - 三井住友銀行港南台支店
  - 濱銀TT證券（日语：浜銀TT証券）港南台支店
  - JA橫濱（日语：横浜農業協同組合）港南台支店
  - 東京個別指導學院（日语：東京個別指導学院）港南台教室
  - 東進衛星預備校（日语：東進衛星予備校）港南台214大樓校
- 港南台高島屋
- AEON FOOD STYLE港南台店（日语：イオンフードスタイル港南台店）
- 港南台站前廣場
  - 三井住友信託銀行港南台支店
- 恩賜財團濟生會（日语：恩賜財団済生会）橫濱市南部醫院（日语：済生会横浜市南部病院）
- 港南台醫院
- 三菱UFJ銀行港南台支店
- 東京之星銀行港南台支店
- tvk Housing（日语：tvkハウジング） Plaza港南台
- HAC DRUG
- 橫濱市老人福祉中心蓬萊荘
- 圓海山（日语：円海山）
- 橫濱自然觀察之森（日语：横浜自然観察の森）
- 瀨上市民之森
- 橫濱市港南台北公園兒童Loghouse
- 神奈川縣道21號橫濱鎌倉線（日语：神奈川県道21号横浜鎌倉線）（鎌倉街道）
- 橫濱市道舞岡上鄉線
- 環狀3號線（日语：環状3号線 (横浜市)）
- 橫濱横須賀道路
  - 港南台交流道
  - 日野交流道
- 港南台中央公園
- 港南台西公園
- 港南台南公園
- 港南台北公園
- 橫濱女子短期大學
- 橫濱市醫院協會看護專門學校
- 山手學院中學校、高等學校（日语：山手学院中学校・高等学校）
- 神奈川縣立橫濱榮高等學校（日语：神奈川県立横浜栄高等学校）
- 神奈川縣立橫濱明朋高等學校
- 鹿島學園高等學校（日语：鹿島学園高等学校）橫濱港南台校區
- 橫濱市立港南台第一中學校
- 橫濱市立日野南中學校
- 橫濱市立港南台第一小學校
- 橫濱市立港南台第二小學校
- 橫濱市立港南台第三小學校
- 橫濱市立小坪小學校
- 橫濱市立港南台日野特別支援學校

## 巴士路線

### 路線巴士
| 1號乘車處 桂台方向、綠丘方向           |      |                            |                       |
| 神奈中                                 | 港31 | 中野町、尾月               | 往桂台中央            |
| 神奈中                                 | 港33 | 中野町                     | 往桂台中央            |
| 神奈中                                 | 港39 | 中野町                     | 往本鄉車庫            |
| 神奈中                                 | 港81 | 尾月、上之                 | 往港南台循環 （左回） |
| 神奈中                                 | 港82 | 上之、尾月                 | 往港南台循環 （右回） |
| 神奈中                                 | 港83 | 橫濱榮高校                 | 往桂台中央            |
| 神奈中                                 | 港84 | 橫濱榮高校                 | 往北桂台              |
| 神奈中                                 | 港87 | 北桂台、上之循環           | 往港南台站            |
| 神奈中                                 | 港88 | 上之、北桂台循環           | 往港南台站            |
| 神奈中                                 | 港90 | 中野町、上之               | 往北桂台              |
| 神奈中                                 | 港93 | 中野町                     | 往綠丘東              |
| 2號乘車處 庄戶方向、上鄉Neopolis方向   |      |                            |                       |
| 神奈中                                 | 港35 | 中野町、庄戶五丁目         | 往庄戶                |
| 神奈中                                 | 港36 | 中野町                     | 往上鄉Neopolis        |
| 神奈中                                 | 港37 | 中野町、庄戶               | 往上鄉Neopolis        |
| 神奈中                                 | 港40 | 中野町、上鄉Neopolis       | 往榮游泳池            |
| 神奈中                                 | 港55 | 中野町                     | 往庄戶循環            |
| 神奈中                                 | 港85 | 橫濱榮高校                 | 往庄戶                |
| 神奈中                                 | 港86 | 橫濱榮高校                 | 往上鄉Neopolis        |
| 3號乘車處 港南環境中心、洋光台站方向   |      |                            |                       |
| 市營                                   | 45   | 洋光台六丁目               | 往洋光台站            |
| 市營                                   | 111  | 洋光台站                   | 往上大岡站            |
| 4號乘車處 清水橋、鈴懸通方向           |      |                            |                       |
| 市營                                   | 45   | 上永谷站                   | 往京急新城            |
| 市營                                   | 45   | 往上永谷站                 |                       |
| 市營                                   | 45   | 往野庭中央公園             |                       |
| 市營                                   | 45   | 丸山台、上永谷站           | 往平戶                |
| 5號乘車處 清水橋、日野公園墓地入口方向 |      |                            |                       |
| 市營                                   | 64   | 上大岡站                   | 往磯子站              |
| 市營                                   | 64   | 往上大岡站                 |                       |
| 神奈中                                 | 上32 |                            |                       |
| 神奈中                                 | 港61 | 上大岡站                   | 往橫濱站東口          |
| 神奈中                                 | 港64 | 上大岡站                   | 往磯子站              |
| 神奈中                                 | 港95 | 上永谷站、芹谷             | 往上大岡站            |
| 6號乘車處                              |      |                            |                       |
| 市營                                   | 108  | 清水橋                     | 往港南車庫            |
| 市營                                   | 217  | 宮田橋、日野中央二丁目循環 | 往港南台站            |
| 市營                                   | 船19 | 清水橋、天神橋             | 往大船站              |
| 7號乘車處                              |      |                            |                       |
| 神奈中                                 | 138  | 小山台                     | 往本鄉台站            |

### 高速巴士
西日本JR巴士
- 青春DREAM橫濱號
  - 本鄉車庫（日语：神奈川中央交通横浜営業所）、港南台站、上大岡站、橫濱站東口巴士總站、町田巴士中心（日语：町田バスセンター）、本厚木站 - 京都站烏丸口、大阪站JR高速巴士總站、日本環球影城

神奈川中央交通、京濱急行巴士
- 港南台站 - 羽田機場（第1航廈、第2航廈、國際線航廈）

## 相鄰車站
東日本旅客鐵道
 根岸線
■快速、■■各站停車
洋光台（JK 04）－港南台（JK 03）－本鄉台（JK 02）

### 使用情況
JR東日本統計資料
1. ↑  横浜市統計書 （页面存档备份，存于） - 横浜市

JR東日本2000年度以後的上車人次
1. ↑  各駅の乗車人員（2000年度） （页面存档备份，存于） - JR東日本
2. ↑  各駅の乗車人員（2001年度） （页面存档备份，存于） - JR東日本
3. ↑  各駅の乗車人員（2002年度） （页面存档备份，存于） - JR東日本
4. ↑  各駅の乗車人員（2003年度） （页面存档备份，存于） - JR東日本
5. ↑  各駅の乗車人員（2004年度） （页面存档备份，存于） - JR東日本
6. ↑  各駅の乗車人員（2005年度） （页面存档备份，存于） - JR東日本
7. ↑  各駅の乗車人員（2006年度） （页面存档备份，存于） - JR東日本
8. ↑  各駅の乗車人員（2007年度） （页面存档备份，存于） - JR東日本
9. ↑  各駅の乗車人員（2008年度） （页面存档备份，存于） - JR東日本
10. ↑  各駅の乗車人員（2009年度） （页面存档备份，存于） - JR東日本
11. ↑  各駅の乗車人員（2010年度） （页面存档备份，存于） - JR東日本
12. ↑  各駅の乗車人員（2011年度） （页面存档备份，存于） - JR東日本
13. ↑  各駅の乗車人員（2012年度） （页面存档备份，存于） - JR東日本
14. ↑  各駅の乗車人員（2013年度） （页面存档备份，存于） - JR東日本
15. ↑  各駅の乗車人員（2014年度） （页面存档备份，存于） - JR東日本
16. ↑  各駅の乗車人員（2015年度） （页面存档备份，存于） - JR東日本
17. ↑  各駅の乗車人員（2016年度） （页面存档备份，存于） - JR東日本
18. ↑  各駅の乗車人員（2017年度） （页面存档备份，存于） - JR東日本
19. ↑  各駅の乗車人員（2018年度） （页面存档备份，存于） - JR東日本
20. ↑  各駅の乗車人員（2019年度） （页面存档备份，存于） - JR東日本

神奈川縣縣勢要覽
1. ↑  線区別駅別乗車人員（1日平均）の推移PDF - 18ページ
2. ↑  神奈川県県勢要覧（平成12年度） - 220ページ
3. 1 2  神奈川県県勢要覧（平成13年度）PDF - 222ページ
4. ↑  神奈川県県勢要覧（平成14年度）PDF - 220ページ
5. ↑  神奈川県県勢要覧（平成15年度）PDF - 220ページ
6. ↑  神奈川県県勢要覧（平成16年度）PDF - 220ページ
7. ↑  神奈川県県勢要覧（平成17年度）PDF - 222ページ
8. ↑  神奈川県県勢要覧（平成18年度）PDF - 222ページ
9. ↑  神奈川県県勢要覧（平成19年度）PDF - 224ページ
10. ↑  神奈川県県勢要覧（平成20年度）PDF - 228ページ
11. ↑  神奈川県県勢要覧（平成21年度）PDF - 238ページ
12. ↑  神奈川県県勢要覧（平成22年度）PDF - 236ページ
13. ↑  神奈川県県勢要覧（平成23年度）PDF - 236ページ
14. ↑  神奈川県県勢要覧（平成24年度）PDF - 232ページ
15. ↑  神奈川県県勢要覧（平成25年度）PDF - 234ページ
16. ↑  神奈川県県勢要覧（平成26年度）PDF - 236ページ
17. ↑  神奈川県県勢要覧（平成27年度）PDF - 236ページ
18. ↑  平成28年PDF - 244ページ
19. ↑  平成29年PDF - 236ページ

## 外部連結
- 車站資訊（港南台）：東日本旅客鐵道

35°22′31″N 139°34′36.1″E / 35.37528°N 139.576694°E